# Andrij Bohdanov
Andrij Jevhenovytsj Bohdanov (Oekraïens: Андрій Євгенович Богданов; Kiev, 21 januari 1990) is een Oekraïens voetballer die doorgaans speelt als middenvelder. In augustus 2024 verruilde hij Kolos Kovalivka voor FSK Marioepol. Bohdanov maakte in 2013 zijn debuut in het Oekraïens voetbalelftal.

## Clubcarrière
Bohdanov doorliep de jeugdopleiding bij Dynamo Kiev en speelde in 2007 bij het derde elftal van Dinamo. Een echte kans in het eerste elftal kreeg de middenvelder niet, maar voor Arsenal Kiev was het overtuigend genoeg. In 2009 speelde de controlerende middenvelder nog even op huurbasis bij Oleksandrija en na zijn terugkeer bij Arsenal kreeg hij een vaste plaats in de selectie. In 2012 haalde Dinamo Bohdanov terug, maar na zeven optredens in een half jaar werd hij in januari 2013 verhuurd aan Arsenal Kiev. Daar speelde hij bijna twee halve jaren voor, want op 30 oktober 2013 vroeg de club het faillissement aan. Daardoor keerde hij opnieuw terug bij Dinamo.
Op 9 januari 2014 werd bekend dat Bohdanov een contract tot medio 2017 had ondertekend bij Metalist Charkiv. Dat verhuurde hem na een half jaar aan Ergotelis. Hierna stond de Oekraïner onder contract bij Saxan, dat hij in 2015 verliet voor Volyn Loetsk. In 2016 maakte Bohdanov de overstap naar Olimpik Donetsk. Anderhalf jaar later maakte de Oekraïner de overstap naar Arka Gdynia in Polen. Aan het einde van het kalenderjaar liet hij Arka weer achter zich. Hierop tekende hij bij Desna Tsjernihiv. Een jaar later verkaste hij binnen Oekraïne naar Kolos Kovalivka. Medio 2024 ging Bohdanov voor FSK Marioepol spelen.

## Interlandcarrière
Bohdanov maakte zijn debuut in het Oekraïens voetbalelftal op 6 februari 2013, toen door doelpunten van Mykola Morozjoek en Andrij Jarmolenko met 0–2 gewonnen werd op bezoek bij Noorwegen. Bese begon aan het duel als reserve, maar van bondscoach Mychajlo Fomenko mocht hij vijf minuten voor het einde van de wedstrijd invallen voor Jevhen Konopljanka, die op zijn beurt in de rust als wissel voor Jevhen Chatsjeridi het veld had betreden.
| Interlands van Andrij Bohdanov voor Oekraïne | Interlands van Andrij Bohdanov voor Oekraïne | Interlands van Andrij Bohdanov voor Oekraïne | Interlands van Andrij Bohdanov voor Oekraïne | Interlands van Andrij Bohdanov voor Oekraïne | Interlands van Andrij Bohdanov voor Oekraïne | Interlands van Andrij Bohdanov voor Oekraïne |
| №                                            | Datum                                        | Wedstrijd                                    | Uitslag                                      | Competitie                                   | Goals                                        |                                              |
| Als speler bij Dynamo Kiev                   | Als speler bij Dynamo Kiev                   | Als speler bij Dynamo Kiev                   | Als speler bij Dynamo Kiev                   | Als speler bij Dynamo Kiev                   | Als speler bij Dynamo Kiev                   | Als speler bij Dynamo Kiev                   |
| -------------------------------------------- | -------------------------------------------- | -------------------------------------------- | -------------------------------------------- | -------------------------------------------- | -------------------------------------------- | -------------------------------------------- |
| 1                                            | 6 februari 2013                              | Noorwegen – Oekraïne                         | 0 – 2                                        | Vriendschappelijk                            |                                              |                                              |

Bijgewerkt op 20 augustus 2025.